# My Lai Four
My Lai Four è un film del 2010 diretto da Paolo Bertola,  scritto e prodotto da Giovanni Paolucci.
Il film narra il tremendo massacro di Mỹ Lai ad opera di soldati statunitensi nella guerra del Vietnam, ispirandosi principalmente sul rapporto che il giornalista Seymour Hersh stilò sull'accaduto.

## Trama
Attraverso la testimonianza di una sopravvissuta, si viene portati indietro fino al 1968, durante la Guerra del Vietnam, mostrandoci l'atmosfera pacifica del villaggio di Mỹ Lai, che viene rotta e distrutta per sempre dall'arrivo improvviso di militari statunitensi. L'undicesima brigata di fanteria leggera, poiché poco prima erano caduti in un'imboscata dei Viet Cong e sapendo che questi si nascondevano presso la popolazione dei villaggi, inizia ad abbandonarsi a eccidi e torture di ogni sorta verso gli abitanti, non frenandosi davanti a niente e stuprando una ragazza che cerca in tutti i modi di salvare suo figlio e il suo popolo. Il massacro si ferma quando un elicottero arriva e l'equipaggio, venuto a conoscenza delle violenze che si stavano consumando, si frappone tra i soldati e i pochi civili rimasti.